# Java BluePrints
Java BluePrints es una guía de las mejores prácticas de Sun Microsystems para desarrollo en la Plataforma Java para empresas. Este es el modelo de programación oficial de Sun para el kit de desarrollo software (SDK) J2EE. Comenzó con Java Pet Store, la aplicación de referencia original para la plataforma J2EE, que llegó a convertirse en el código fuente de facto para usar Enterprise JavaBeans y todos los últimos componentes de la plataforma J2EE.
A lo largo de su existencia, ha ofrecido todo su contenido gratis y se ha enfocado en ayudar a conseguir el éxito a los desarrolladores. Microsoft creó una Pet Shop competidora con .NET para mostrar su tecnología competidora. Desde entonces, muchas tecnologías tales como Tapestry, Spring y otras han implementado su propia versión de la aplicación Pet Shop como medio para mostrar las mejores prácticas para la tecnología dada.
Con la llegada de la tecnología J2EE 1.4, los Servicios Web llegó a ser parte del estándar de la especificación J2EE. Java BluePrints respondió con una segunda aplicación: la aplicación de referencia Java Adventure Builder. Esta aplicación nunca llegó a ser tan popular como Java Pet Store. Java BluePrints fue la primera fuente para promover el Modelo Vista Controlador (MVC) y Data Access Object (DAO) para desarrollo de aplicaciones J2EE. Antes de esto, el patrón de diseño MVC era ampliamente promovido como parte de Smalltalk.
- Datos: Q6164966